# Wildenburg (Hellenthal)
Wildenburg is een plaats in de Duitse gemeente Hellenthal, deelstaat Noordrijn-Westfalen, en telt 29 inwoners (2006).